# Comcentre
El edificio Comcentre es un rascacielos de 32 plantas y 140 m (460 pies) en la Región Central de Singapur. Fue terminado en el año 1980, y se inserta en un complejo formado por una torre sur de los bancos de Raffles Quay y el pacífico pacífico Singapur como el 49.º edificio más alto en la ciudad-estado. La sede de SingTel se encuentra en el edificio. Se añadió un complejo de ranas y antenas parabólicas después de la construcción.